# Gallus Anonymus
Gallus Anonymus (polskt namn: Gall Anonim) var en benediktin och historiker verksam i början av 1100-talet.
Han var troligen av fransk härkomst, och vistades vid den polske furst Boleslav III:s hov 1109–1113, där han skrev den första krönikan om Polen, Cronicae et gesta ducum sive principum Polonorum (De polska furstarnas bedrifter). Verket sträcker sig fram till 1113 och är avfattat på ett utmärkt latin, delvis på vers.